# 기아 AM버스
기아 AM버스는 기아자동차와 전신인 아시아자동차에서 제작했던 버스 차종들이다. 
- 주로 대형버스 차종들 위주로 AM 시리즈 네이밍이 사용되었기 때문에 이 문서에서는 AM 시리즈 대형버스 차종들을 기술한다.
- 1978년에 출시되어서 2004년에 후속 차종 없이 단종되었다.
- AM707, AM807, AM808, AM907, AM908, AM909, AM917, AM918, AM919, AM927, AM928, AM929, AM937, AM938, AM939 등이 주요 모델이다.
- AM707과 AM807은 1978년에 출시되어서 1983년에 단종되었으며, AM808은 1978년에 출시되어서 1989년에 단종되었다.

## 특징
- 미쓰비시 후소와 히노 자동차의 새시와 차체를 이용하여 히노 블루리본 RU형을 베이스로 만들었다.
- AM은 Asia Motors의 약자이며, 뒤의 세자리의 숫자가 차종을 뜻하였다.
- 대형버스는 세자리의 숫자 중에서 첫째 자리가 9로 시작하였는데[1], 둘째 자리는 세대를 뜻하며[2], 셋째 자리는 차종의 등급[3]을 뜻한다.
- 준고속형이나 고속형급의 차종들은 판매량이 그럭저럭 양호했지만, 도시형 시내버스급의 차종들은 경쟁 차종 대비 경쟁력이 부족하여서 판매량이 적었으며 도입 사례가 많지 않았다.
- 주 수요로는 광주, 전남, 전북 등 호남지역과 경북 일부지역, 부산, 경남, 대구 등 남부지방 소속 시내·시외버스 업체에 많이 도입된 특성을 가지고 있으며, 또한 전통적으로 병력/경력 수송용 버스로도 많이 이용된 특성도 가지고 있다.

## 세부 종류

### 1세대 (준중형버스,1978년~1983년, 중형버스,1978년~1989년)

#### AM707
1978년에 AM807과 같이 출시된 버스이다. 베이스 모델은 마쓰다 파크웨이 초대 모델이다. 1983년 10월에 AM807과의 통합 후속모델 아시아(기아) AM805 콤비의 출시와 함께 단종되었다.

#### AM807
1978년에 출시되었고, 피아트 중형버스를 AM808처럼 한국 사정에 맞게 수정하고 베이스로 만들었다. 1983년 10월에 AM707과의 통합 후속모델 아시아(기아) AM805 콤비에 물려주고 단종되었다. 총 9,396량이다.

#### AM808
1978년에 출시된 아시아 AM808은 아시아(기아) AM818 코스모스전신이자 피아트버스를 한국 사정에 맞게 수정하고 설계한 차량이자, 피아트버스 샤시 통해서 개발한 아시아자동차의 첫 번째 중형버스이다. 1980년대 마을버스로 많이 사용된 AM808은 현재 영화소품차량대여업채인 금호상사가 소장하고있다. 1989년 7월에 아시아(기아) AM818 코스모스에게 물려주고 단종되었다. 총 3,644량이다.

### 2세대 (1981년~1988년) 모노코크 차체 차종

#### AM907/AM907L
- 1981년에 AB185(F)의 후속으로 등장한 10.29M급 대형 프론트 엔진버스 차종이다.
- D0846HM-V[4] 엔진을 탑재하였으며, 1986년부터 D1146 엔진을 탑재하였다가 1987년 초까지 생산되었다.
- 전중문형 전문형 중문형 ,사양이 있었고, 경쟁차종인 BF101과 FB485 와는 달리 중문이 슬라이딩인 형식을 채택하지 않았다.
- 서울특별시에서는 수도교통, 동남교통 이외의 시내버스업체에서 도입한 전력이 있었고[5], 서울특별시의 좌석버스[6]로도 운행하였으나 보기 드문 버스중 하나였다.
- 1988년 서울올림픽의 영향으로 무냉방 프런트 엔진 좌석버스였던 BF101과 FB485와 같이 1986년에서 1988년 사이 냉방형 리어엔진 좌석버스로 조기 대폐차 되었다.
- 서울특별시 이외의 지역에서도 입석시내버스로도 구입하여 운행하였는데 특히 아시아자동차 버스 본고장인 광주광역시에서 많이 운행하였다.
- 이 외에도 병력/경력 수송용 버스로도 많이 이용되었다.
- 전 후륜휠은 6홀 8핀이다.
- 총 809량이다.
- AM907L
- 1982년 12월에 등장한 대한민국 최초의 대형 2계단 저상 리어엔진 버스 차종이다.
- AM907의 차체를 리어엔진화하여 대도시의 고급형 시내버스 수요를 공략하여 등장하였고 출시 초기에는 전면부가 AM907의 그것에서 엔진룸 그릴만 없는 형식이었으나 1984년에 가니쉬 없이 돌출형 전조등과 방향등만 달린 간략한 형식으로 페이스리프트 하였다.
- 계단은 1980년대 후반 리어엔진 2계단 저상버스인 AM927L처럼 낮고 계단 경사도 아주 완만하였으며 중문 폭도 넓게 설계되었다.
- 1982년 12월 AM907L 전중문형 2계단 저상 도시형버스 (중문 슬라이딩 자동문 차량) 서울특별시 미아운수만 첫 도입 되고 다니게 됐다.
- 1983년 7월 AM907L 전중문형 2계단 저상 도시형버스 (중문 슬라이딩 자동문 차량) 서울특별시 미아운수만 또 도입 되고 다니게 됐다.
- 1984년 9월 AM907L 전중문형 2계단 저상 도시형버스 (중문 슬라이딩 자동문 차량) 서울특별시 미아운수만 또 한반만 도입 되고 다니게 됐다.
- 1985년 6월 AM907L 전중문형 2계단 저상 도시형버스 (중문 슬라이딩 자동문 차량) 서울특별시 미아운수만 또 한반만 도입 되고 다니게 됐다.
- 1985년 9월 AM907L 전중문형 2계단 저상 도시형버스 (중문 슬라이딩 자동문 차량) 그러나 서울특별시 미아운수 대전시의 동진여객 및 광주시의 대창운수 및  대구직할시의 신흥버스만이 소량 구입하였고 서울특별시에서 시험 운행을 실시한 경우 이외에 시내버스 업체에서 자체적으로 도입한 경우는 전무하다가 1986년에 단종되었다.[7] AM907과 동일한 D0846HM-V 엔진이 탑재되었다.
- 전 후륜휠은 6홀 8핀이다.
- 총 1,188량이다.

#### AM908
- 1982년에 등장한 대형 11.2M급 대형 리어엔진 버스 차종이다.
- 수직 실린더 6기통 D2156HM-V[8] 엔진을 탑재했으며, AM907과 외형이 비슷하다.

#### AM908D
- 1982년에 등장한 11.5M급 대형 리어엔진 버스 차종으로, AM908의 상위 모델이자 B909L의 하위 모델로 등장했으며, 에어서스펜션(선택사양)과 일체형 측면 유리창이 적용되었다.
- 외형은 B909L 기본 사양과 비슷하지만 지붕이 평평하며, AM908과 같은 D2156HM-V 엔진이 탑재되었다.
- 타사의 11.3M~11.5M급 동급 차종들이 측면 유리창이 6매였지만, AM908D는 측면 유리창이 5매라 넓은 승객석 시야를 보여주었다.
- 1984년 이후 후기형에는 스테인레스 바디 선택이 가능했고, 스테인레스 바디 사양은 B909L 상급 사양이나 AM918과 비슷한 외형이다.
- 총 834량이다.

#### AM917
- 1986년 2월에 극소량이 생산된 리어엔진버스 차종이다.
- 전체적으로 AM907L과 비슷하나, 운전석 유리창이 기존의 둥근 형식에서 각진 형상으로 바뀌고 전문 유리창이 더 길어졌다.
- 그리고 리어램프도 3열 돌출형에서 동급 상위차종인 AM927 과 같은 직사각형 2열형식의 테일램프로 변경되었고 중문 폭도 AM907L 이 아닌 여느 표준도시형 차종의 그것과 같았다.
- AM917 2계단형의 전중문형 도시형 버스 도시형 시내버스 시내버스(중문 슬라이딩 자동문 차량), AM917 AM917L 전중문형 도시형 버스 도시형 시내버스 시내버스 농어촌버스(중문 폴딩 자동문 차량 자재품), AM917 전문형 시외급행버스 시외버스, 시외직행버스, 관광버스, 자가용버스, (AM917 중문형 시외완행버스 시외버스, 시외직행버스, 자재품 출시) 사양만 마련되었다.
- AM917 2계단형의 전중문형 도시형 버스 도시형 시내버스 시내버스(중문 슬라이딩 자동문 차량) 선일교통 경향여객 금강고속 동신교통 대전버스 홍주여객 충북여객 대창운수 여수여객 전북여객 제주여객 동진여객 대우여객 제일교통 마창여객 동신버스 신흥버스 한일교통 도입 형태였다.
- 1987년 1월 아시아 AM917 2계단형의 전중문형 도시형 버스 도시형 시내버스 시내버스(중문 슬라이딩 자동문 차량) 단종 하였다.
- 아시아 AM917 AM917L 전중문형 도시형 버스 도시형 시내버스 시내버스 농어촌버스(중문 폴딩 자동문 차량) 홍주여객 충북여객 여수여객 전북여객 도입 형태였다.
- 1987년 1월 아시아 AM917 AM917L 전중문형 도시형 버스 도시형 시내버스 시내버스 농어촌버스(중문 폴딩 자동문 차량) 함께 단종 하였다.
- 아시아 AM917 AM917L 전중문형 도시형 버스 도시형 시내버스 시내버스 농어촌버스(중문 폴딩 자동문 차량) 자가용버스 경력수송용 버스로만 소수가 대한민국 치안본부에 납품되었고 경력 수송용 버스 중에는 최초로 리어엔진형식을 채택한 버스인데 전문 유리창은 동시대 준고속형 차종인 AM918의 전문처럼 아래까지 내려오고 반면 중문 유리창은 AM907처럼 중간까지만 내려온 형태였다.
- 아시아 AM917 전문형 시외버스 시외급행버스 금강고속 영암고속 도입 형태였다.
- 아시아 AM917 전문형 시외버스 시외직행버스 금강고속 영암고속 도입 형태였다.
- 아시아 AM917 전문형 관광버스 관광버스 전세버스 도입 형태였다.
- 아시아 AM917 전문형 자가용버스 통근버스 학교버스 육군버스 도입 형태였다.
- (아시아 AM917 중문형 시외완행버스 시외버스, 시외직행버스, 자재품 출시) 금강고속 영암고속 도입 형태였다.
- 전체적인 판매량은 극히 적은 수준이어서 1988년 동급 상위차종인 AM927로 통합되는 형태로 단종되었다.

#### AM918
- 1985년 4월에 AM908D의 마이너체인지 모델로 등장한 차종으로, 측면 유리창이 당시 경쟁차종인 BH115Q나 HA30처럼 대각선으로 내려가는 씨어터 스타일로 변경되었으며,
- 그 외에는 전체적으로 AM908D에서 크게 변경된 점은 없다.
- 총 282량이다.

### 3세대 (1985년2월~2004년)[9]
- AM919 큐빅에어로점보
- 1985년 2월에 등장한 아시아자동차 최초의 스켈레톤(골조식) 차체를 적용한 고속버스 차종으로, B909L의 후속모델이다.
- 국내 최초로 직선 위주의 큐빅 스타일의 적용으로 버스 디자인의 고급화 시대를 열었고, 대우 BH120S에 이어서 스윙도어 옵션의 추가 및, 국내 최초로 사각형 에어컨 루버와, 무드램프를 적용하는 등 선진적인 사양이 대거 적용되었으며, B909L에 적용되어 동급최강의 출력을 자랑하여 대호평이었던 미쓰비시 후소 8DC9[10] 엔진이 사용되었다.
- 그러나 같은 시기에 등장한 현대 에어로나 그해 말에 등장한 대우 BH120H가 하이데커급 차체인것에 비해, AM919는 스탠다드 데커급 차체에 불과해서 상품성과 경쟁력이 떨어졌다.
- 결국 1986년 2월에 AM929에게 자리를 넘겨주고 겨우 1년 만에 단명하고 말았다.
- 대쉬보드, 핸들과 속도등이 B909L과 같은 형식이었다.
- AM919는 아시아자동차를 주로 사용하던 천일고속에서 많이 사용한 차종이다.
- 총 188량이다.
- AM929 에어로점보
- 1986년 2월에 등장한 AM919 에어로점보의 마이너체인지 모델인 고속버스 차종이다.
- 당시 상품성이 좋았던 경쟁모델인 하이데커급 현대 에어로와, 대우 BH120H에 대응하기 위해서 위해서 AM919보다 전고가 높아졌으며, 하이데커급 차량이다.
- 대쉬보드가 인체공학적 디자인으로 바뀌었으며, 핸들과 계기판은 히노 블루리본의 것을 사용하였고, 국내 최초로 매립형 속도등을 사용하였다.
- 대우 BH120H에 이어 국내에서 두 번째로 와이드 에어 서스펜션을 도입하였고, 선택 사양으로 전륜 독립 서스펜션도 국내 최초로 선택이 가능했으나, 전륜 독립 서스펜션의 적용 사례는 거의 없었다.
- 당시 경쟁사였던 현대자동차에서 라이센스 생산한 D8AY[11] 엔진이 적용되었으며, 선택 사양으로 대우중공업에서 라이선스 생산한 MAN D2848M[12] 엔진을 선택할 수 있었다.
- 1986년 11월 기아자동차 새 CI 출범으로 아시아자동차 새 CI 출범과 동시에 1988년 앞면과 뒷면 모두 아시아 로고가 ASIA에서 Asia(상단에는 물결표시됨)로 변경되었으며, 1989년 2월에 페이스리프트모델인 AM939의 등장으로 단종된다.
- 총 1,509량이다.

#### AM928 / AM928A
1986년 4월에 등장한 11.5M급 대형 리어엔진 버스로 출시 당초에는 대우중공업에서 라이센스생산한 MAN D2156HM 엔진이 탑재되었으나, 몇달 후에 대우중공업 D2366엔진으로 변경되었다. 리프 서스펜션 사양인 AM928과 에어서스펜션 사양인 AM928A가 있었으며, 리프서스펜션 사양인 AM928과 에어서스펜션 사양인 AM928A는 외관이 거의 같았으나, 전문과 측면 승객석창 사이에 위치한 하부냉방 덕트 부분이 외부에서 봤을 때 플라스틱 재질이 AM928, 유리 재질이 AM928A로 구별이 가능하였다. 1986년 11월 기아자동차 새 CI가 출범에 따라 아시아자동차의 새 CI도 출범과 동시에 1988년에 전후면 아시아 로고가 A S I A에서 Asia로 변경되었고, 1989년에 앞 범퍼가 두꺼워지고, 후면이 대폭적으로 변경되는 페이스리프트를 거쳤다. 당시 관광버스와 직행버스로 인기가 높은 차종이었으며, AM928A는 1993년에 후속인 마이너체인지 모델 AM938AT에게 자리를 넘겨주고 단종되지만, AM928은 계속 생산되었다. 1994년에 기아자동차가 타원형 CI로 변경되어 타원형 ASIA 마크로 바꿨으며 1996년에 AM938AT와 같은 형식의 헤드램프와 범퍼로 변경되고, 내장재가 대폭적으로 변경되었으며, 대쉬보드가 그랜버드와 같은 형태로 변경되는 페이스 리프트를 거쳤으며 엔진이 DE12및 H100으로 변경된다. 1997년에 아시아자동차가 KIA마크로 교체되고 마지막으로 전면이 변경되는 페이스리프트를 거쳤으며, 1999년에 기아자동차 상용부문으로 통합되면서 현대자동차에서 생산한 미쓰비시 후소 계열 D6AB 터보인터쿨러 엔진과 D6AZ으로 변경되었다. 후기 모델은 주로 전경 버스로 이용되었으나 내수 사양은 2004년에 후속 차종 없이 단종되었으며, 외수용은 성지순례용으로 2006년까지 연장생산되었다. 역대 아시아/기아자동차 대형 버스 차종 중에서 가장 오랫동안 풀 모델체인지 없이 생산된 차종이다. 총 1,597량이다.

#### AM927 / AM927L
- AM907L/AM917의 후속으로 등장한 10.6M급 대형 리어엔진 버스 차종으로, 블루리본 P-RT225AA형을 베이스로 만들었다.
- 1986년 8월에 전문형 자가용 및 직행버스, 좌석버스 사양이 등장했고, 1987년 1월에 전중문형 시내버스 사양이 마지막 등장했다.
- 동시기에 생산되던 대우 BS105, BF101Q와 동일한 대우중공업 D1146[18] 엔진만이 적용되었다.
- 전문형 자가용, 직행버스, 좌석버스 사양은 상급 모델인 AM928의 전장을 그대로 축소한 외형이었고, 전중문형 시내버스 사양은 자가용 사양과는 판이하게 다른 외형이 특징이었는데, 전면에 당시 일본 시내버스[19]와 유사한 형태의 점등식 대형 행선판의 적용 및 당시 국내 최초로 시내버스 차종에 오늘날과 같은 검은색 도장의 직각형 창틀을 적용하였다.
- 1987년 4월에 2계단 저상형 AM927L 모델이 추가되었으나, 1988년에 앞 뒷면 모두 아시아 로고가 A S I A에서 Asia(상단에는 물결표시됨)로 변경 및 전중문형 시내버스 사양의 전면이 전문형 자가용, 직행버스, 좌석버스 사양과 같은 외형으로 페이스리프트되면서 점등식 대형 행선판이 삭제되었다.
- 1990년에 후면이 AM939, AM928(A)처럼 대폭적으로 페이스 리프트되었으나, 1991년에 고출력화된 AM937/AM937E/AM937L에게 자리를 넘겨주고 단종되었다.
- 경쟁 차종이었던 대우 BS105(L)나, 현대 RB520(L,SL)에 비하면 외형은 좋았지만, 품질이나 성능, 내구성이 좋지 못하였기 때문에 판매량이 많지는 않았다.
- 금호상사가 호송버스를 영화소품용으로 소장하고있다.
- 총 4,043량이다.
- 장축형 길이는 일반적으로 보면 10.9m로 AM907L와 AM917와 AM927와 AM937와 RB520와 현대 에어로시티와 BS105와 BS106와 거의 비슷하다.
- 장축형 AM907L와 AM917와 AM927와 AM937와 RB520와 현대 에어로시티와 BS105와 BS106는 10.913m로 표기되어 있다.

#### AM939
- 1989년 2월에 AM929의 페이스리프트 모델로 등장한 고속버스 차종이다.
- AM929의 전면 헤드램프 베젤의 변경 및 범퍼가 두툼하게 변경되었으며, 전문과 운전석 위의 플라스틱 배젤이 유리 재질로 변경되었으며, 후면이 큰폭으로 변경되었다.
- 이때부터 ABS를 탑재할 수 있었다.
- 1992년에 이때부터 우등고속버스 사양이 처음 등장하면서, 페이스리프트가 이루어진다,
- 매립되어있던 속도표시등이 돌출형으로 변경이 되며, 범퍼에 위치하였던 안개등이 양헤드램프가운데에 위치하게 된다.
- 1993년에 히노 EF750[20] 엔진으로 변경 및 또 한번 페이스리프트가 되면서, 전면범퍼디자인변경 및 트렁크배열변경, 실내옵션등이 바뀌게 된다.
- 1994년 8월에 후속차종인 그랜버드 블루스카이, 선샤인의 등장으로 단종되었다.
- 금호고속이 시범적으로 도입하였으나 우등고속버스 답지 않은 승차감으로 전량 대폐차되었다.[21]
- 총 427량이다.

#### AM937 / AM937E / AM937L
- 1991년에 AM927/AM927L의 페이스리프트 모델이자 고출력형으로 등장하였다. 후기형 AM927/AM927L과 외형은 거의 동일했으나, 후면에서 봤을시 측면의 엔진 방열구가 AM927/927L은 우측에 위치했으나, AM937/AM937E/AM937L은 좌측에 위치했다.
- 출시 당초에는 히노 EM100[22] 엔진이 적용되었으며, 전중문형 일반 시내버스 사양은 전문형 자가용, 직행 사양은 AM937,로 출시되었다.
- 전중문형 일반 시내버스 사양은 AM937E, 2계단 저상 사양은 AM937L로 출시되었다.
- 전문형 자가용, 직행 사양은 로 출시되었다.
- 하지만 EM100 엔진은 대우중공업 D2366엔진이나, 현대자동차-미쓰비시 후소 D6AU 엔진에 비하면 가장 저조한 출력을 자랑했고, 다른 엔진과 비교할시 고RPM에서 최고출력을 발휘하여 연료 효율이 좋지 않았기 때문에, 1994년에 D2366엔진이 적용되는 마이너 체인지를 거쳤으며, D2366엔진이 탑재된 차량은 엔진 방열구가 다시 우측으로 이동했다.
- 1994년에 기아자동차 새 CI 출범으로 아사아자동차로 새 CI가 출범되어 앞면에 아시아 로고는 Asia(상단 물결표시됨)에서 금색 테두리의 빨간 타원속의 ASIA로 변경되었고, 서울시내버스의 냉방 의무화가 시행되면서 냉방 시내버스 사양이 출시되었다.
- 1996년에 DE12 엔진[23]으로의 변경 및, 내장재와 대쉬보드가 변경되는 마이너 체인지가 이루어졌고, 그해 말에 엔진룸 도어가 3매에서 1매로 변경되었다.
- 1997년에 아시아자동차 CI가 타원형 KIA마크로 통일되었다. 역시나 동급 차종 중에서 내구성과 성능, 품질이 가장 저조했고, 이로 인한 가장 저조한 판매량 때문에 1998년에 시내버스 사양이 단종되었고, 전문형 자가용 사양은 페이스리프트되어서 계속 생산이 이루어졌지만, 이마저도 1999년에 후속 차종 없이 완전히 단종되었다.
- AM937이 단종되면서 아시아자동차의 대형버스는 맥이 끊기게 되었다.
- 또한, 서울특별시를 비롯한 각지에서 시내/좌석버스로 운용되었고, 특히 아시아자동차 공장이 있는 광주광역시에 특히 많았다.
- 다만, 부산의 경우 유난히 AM937이 힘을 못쓴 지역으로 유명한데,그나마 냉방형의 경우 한창여객에만 소수 운행했다.
- 그러나 잘 다니던 1대가 브레이크 파열 사고가 나자, 멀쩡한 차까지 몽땅 교체시켜 버렸다.
- 가장 마지막까지 운행한 회사는 논산 덕성여객이었다.
- 총 2,576량이다.

#### AM938AT
- 1993년에 AM928A의 마이너체인지 모델로 등장하였다.
- 290마력 D2366T 터보챠저 엔진이 적용되었고, 전면의 페이스리프트가 이루어지면서 헤드램프는 AM939의 초기형과 비슷한 형식이었으며, 돌출형 속도등이 적용되었다.
- 1994년 8월에 후속차종인 그랜버드 그린필드의 등장으로 2년도 채 안되어서 단종되었다.
- 총 573량이다.

## 사진

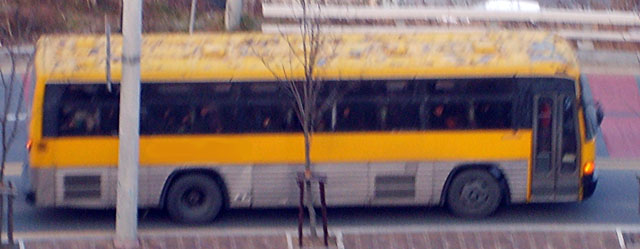
1990년식 AM927 측면
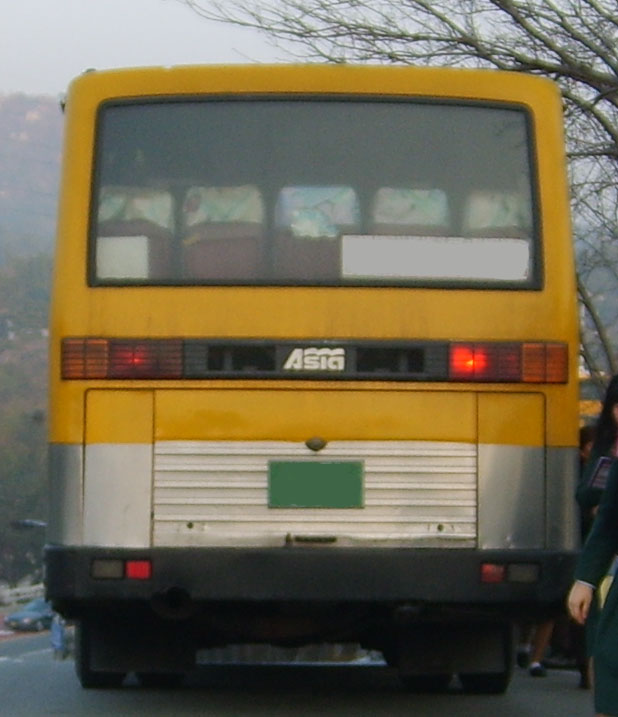
1990년식 AM927 후면
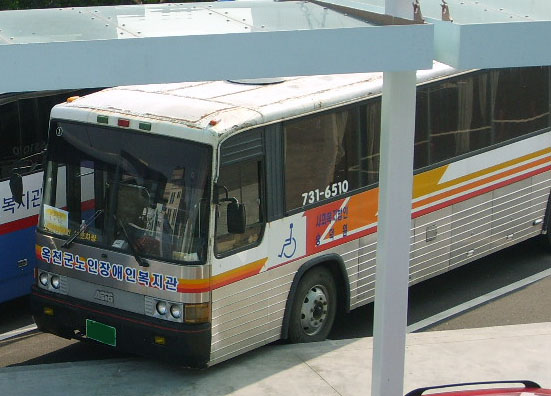
1989~91년식 AM928 2기형
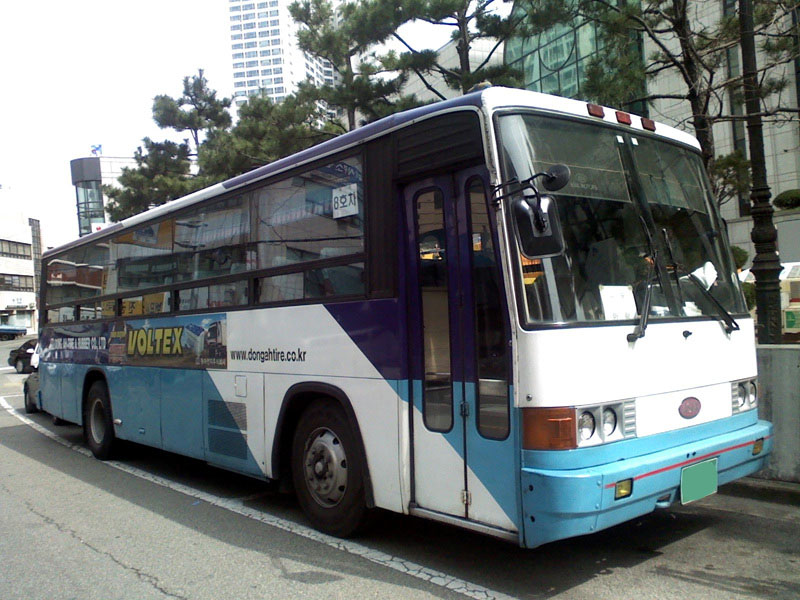
1994~95년식 EM100엔진의 AM937 전측면
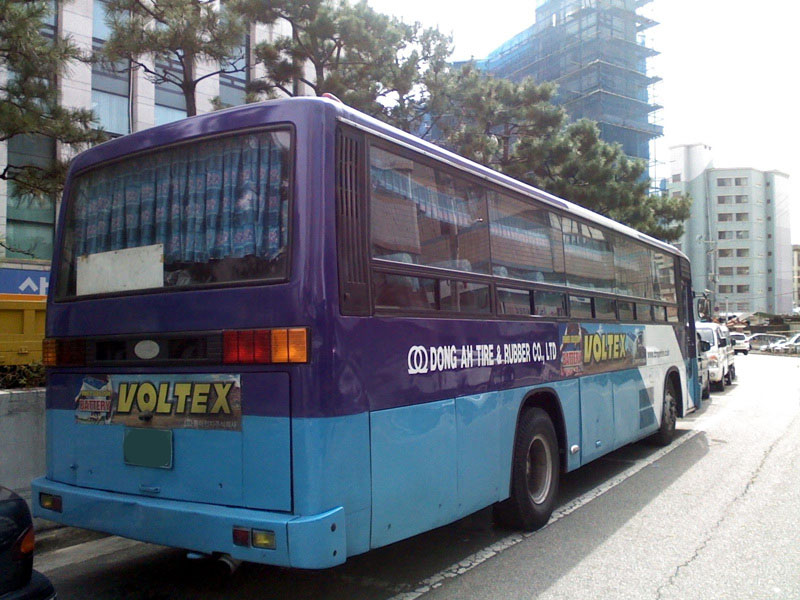
1994~95년식 EM100엔진의 AM937 후측면
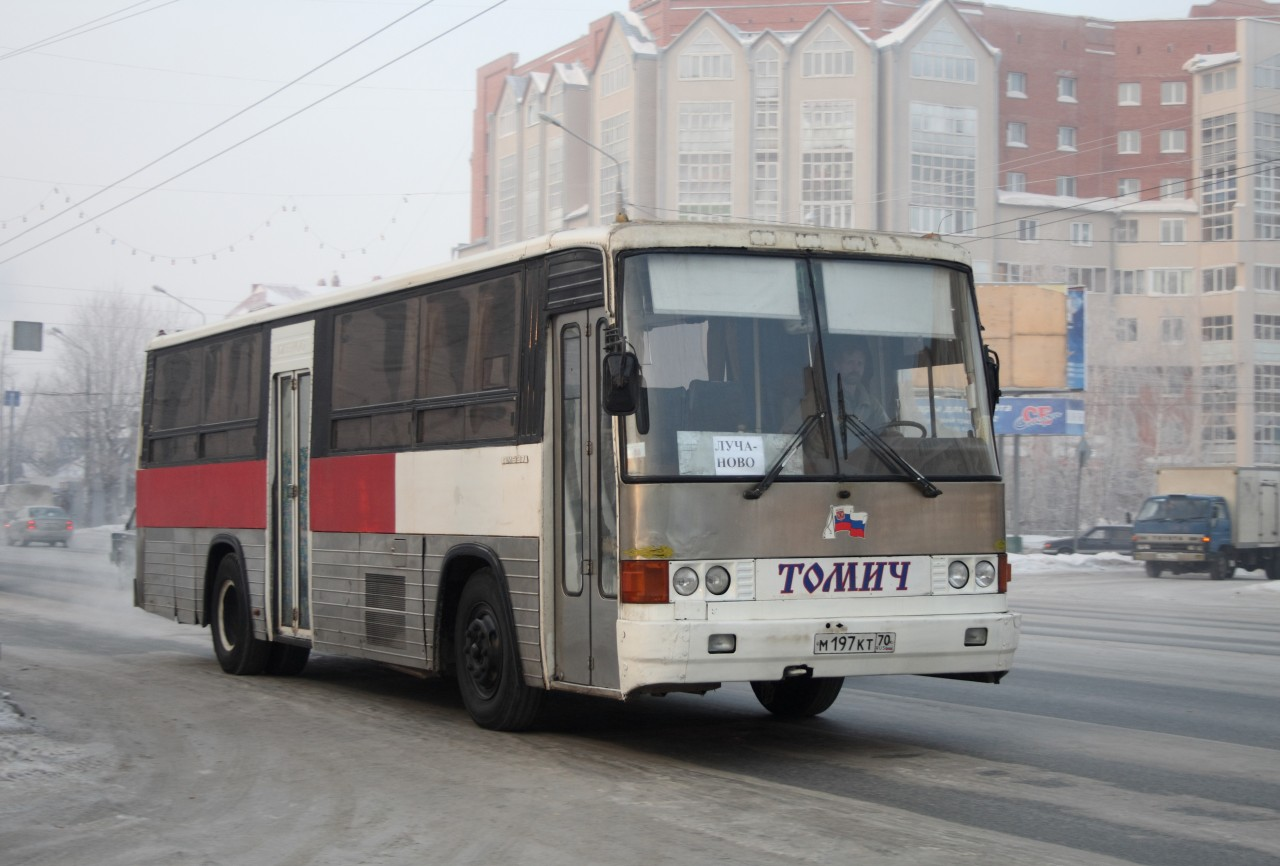
러시아로 중고 수출된 1991년식 아시아 AM937 전기형
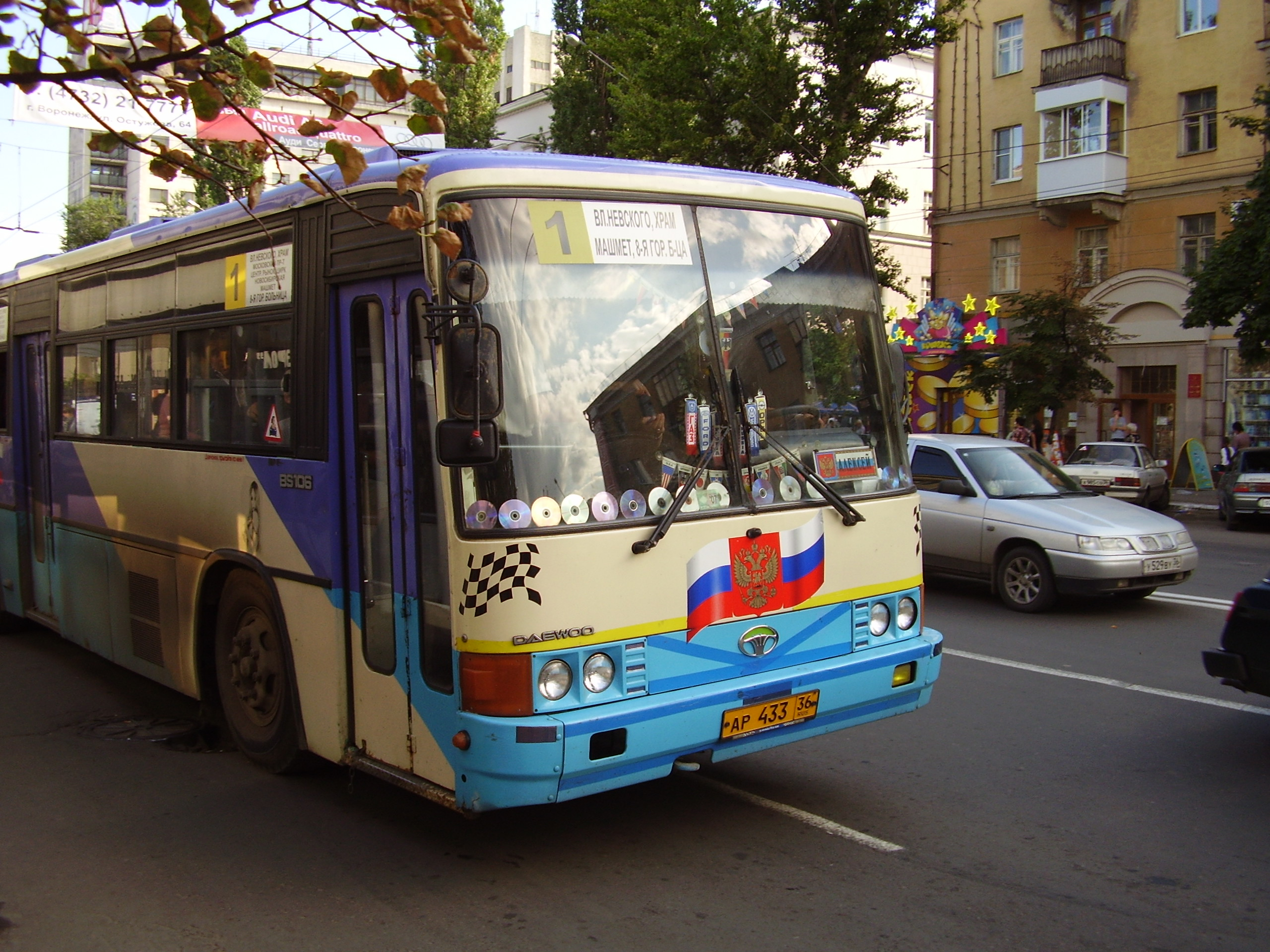
러시아로 중고 수출된 AM937 (엠블럼이 대우버스로 임의로 변경되었다)
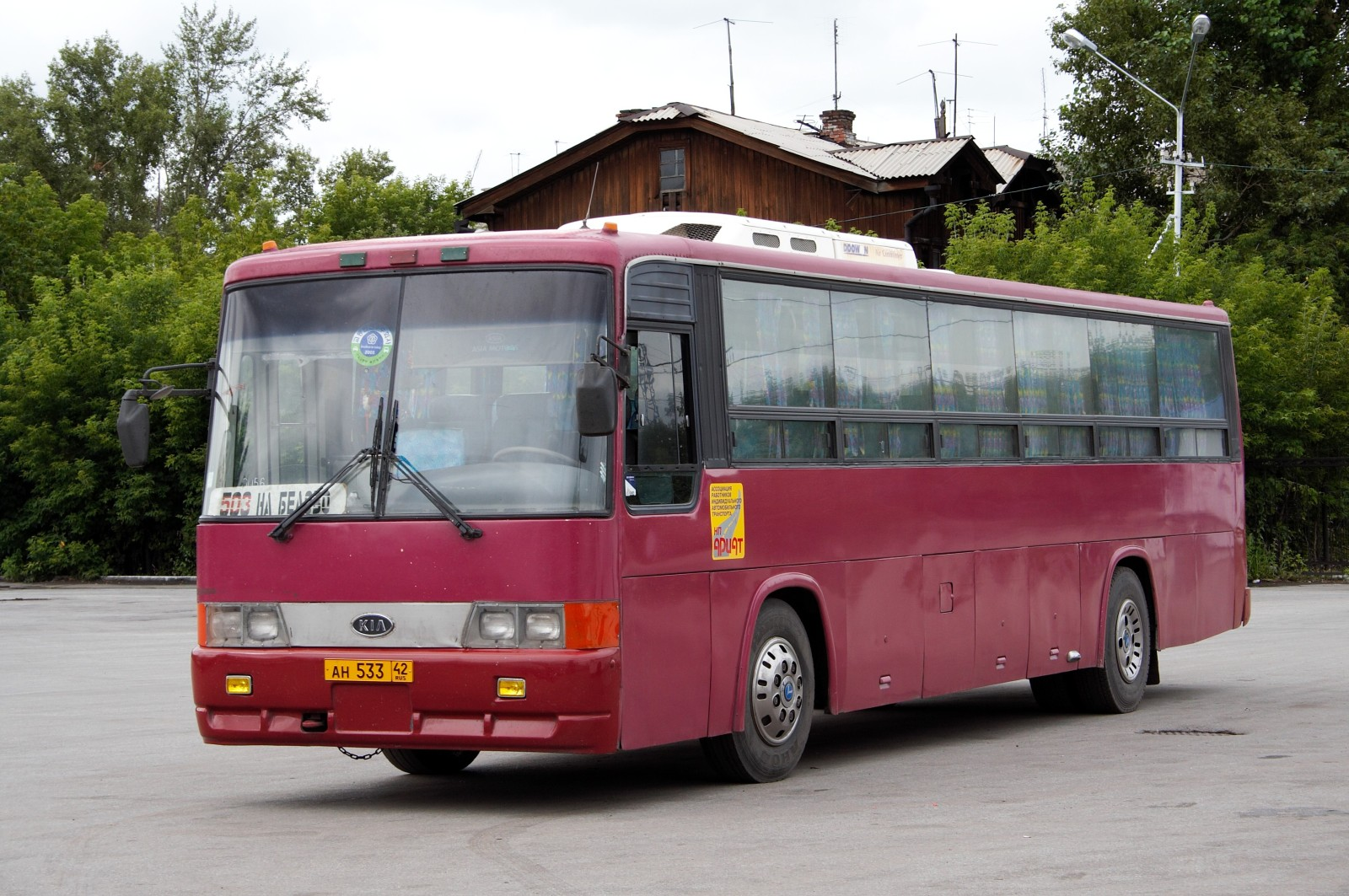
러시아로 중고 수출된 AM928 3기형
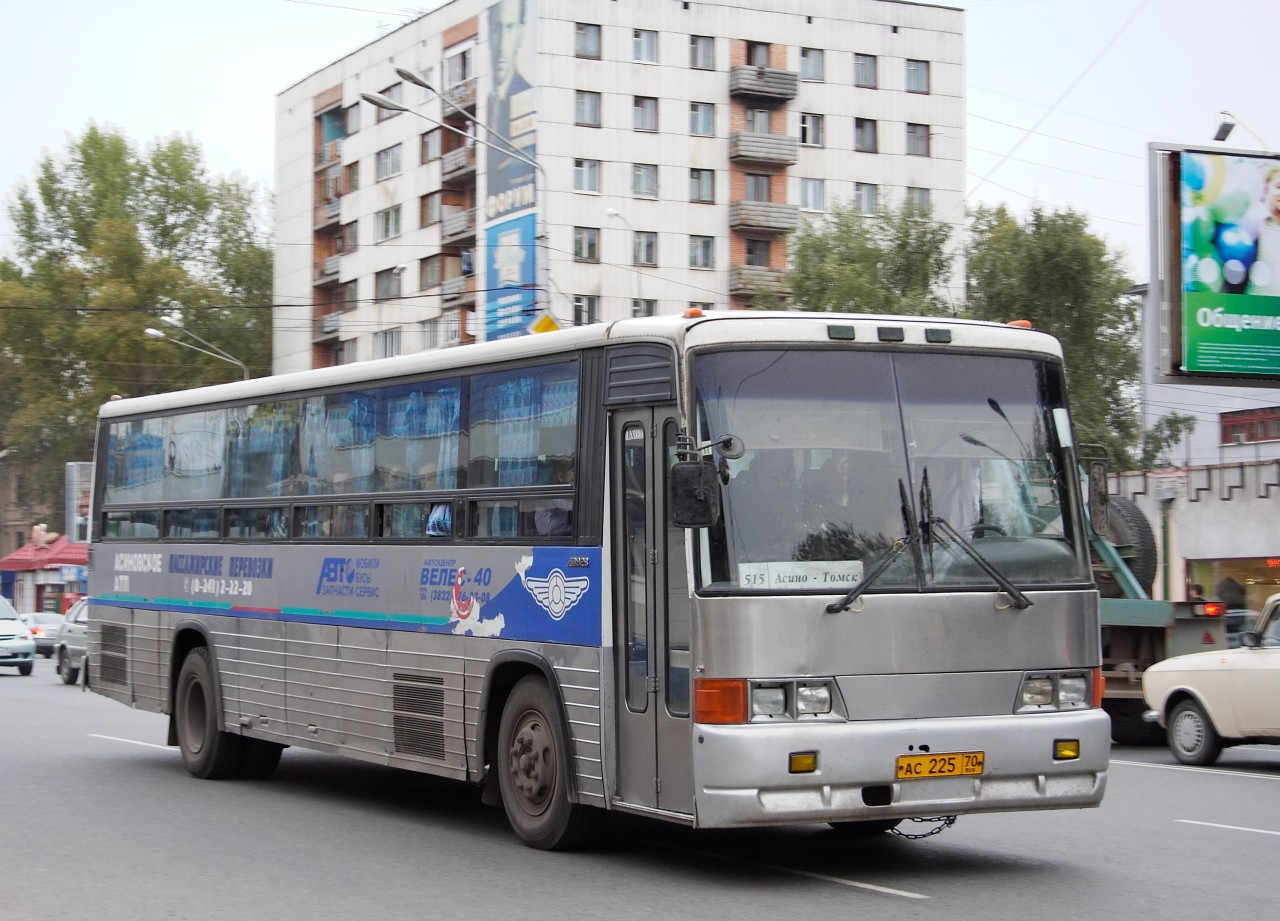
러시아로 중고 수출된 AM928 3기형
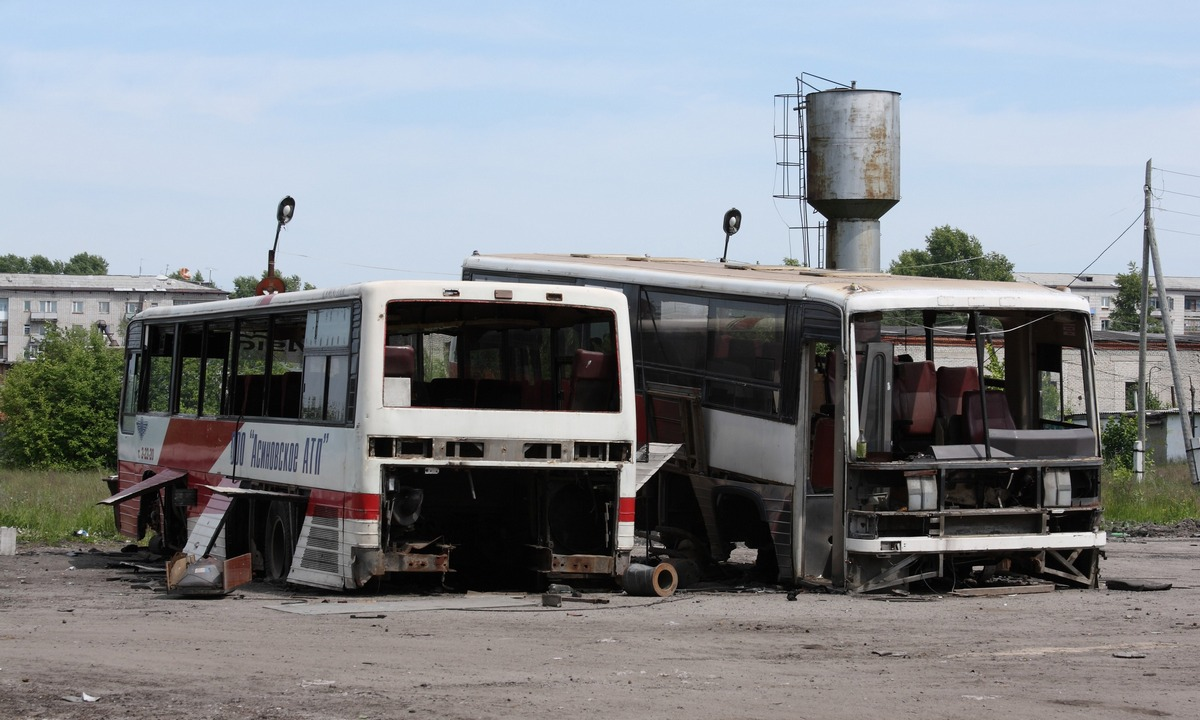
폐차된 AM928A 2기형과, AM937 전기형
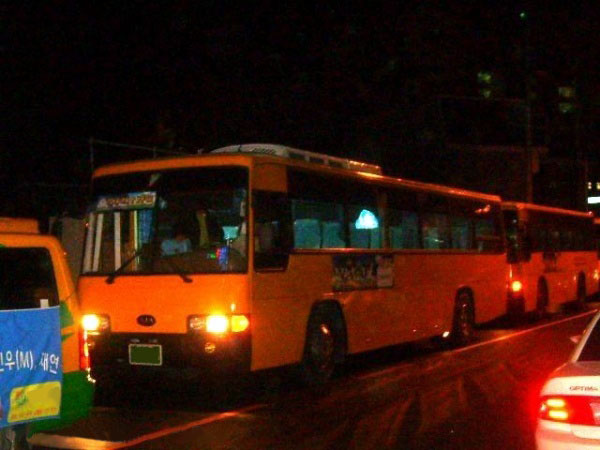
2002년식 AM928 후기형
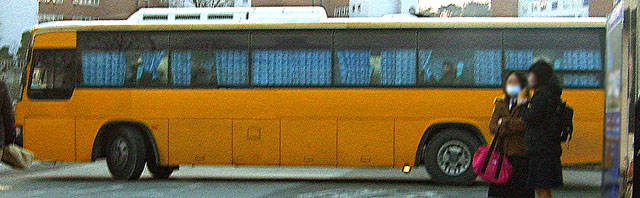
2002년식 AM928 측면
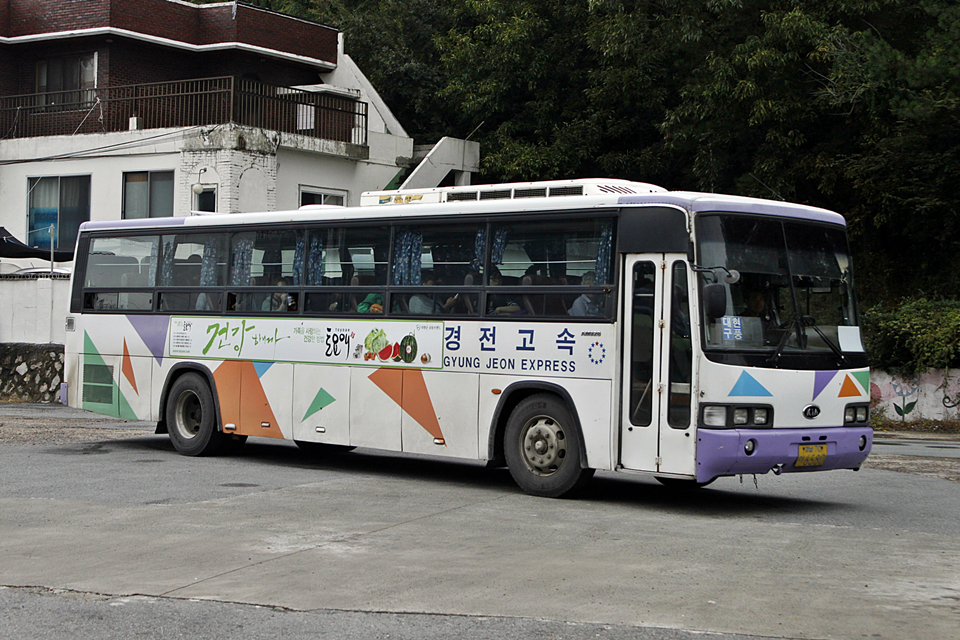
경상남도 진주시 경전고속 소속 2002~2003년식 AM928 측면

## 같이 보기
- 기아 그랜버드
- 기아 코스모스
- 기아 콤비
- 히노 블루 리본